# Luggau
Luggau (o Maria Luggau) è una frazione di 256 abitanti del comune austriaco di Lesachtal nel distretto di Hermagor, in Carinzia. Già comune autonomo, nel 1973 fu accorpato agli altri comuni soppressi di Birnbaum, Nostra, Liesing e Sankt Lorenzen im Lesachtal per formare il nuovo comune di Lesachtal.

## Geografia fisica
Luggau sorge nella valle della Gail (Gailtal).

## Storia
Cenni storici testimoniano la presenza alla fine del XVI secolo di 16 case, dove dimoravano i contadini assunti dai signori di Pittersberg per lavorare i campi e i boschi circostanti.

## Monumenti e luoghi d'interesse

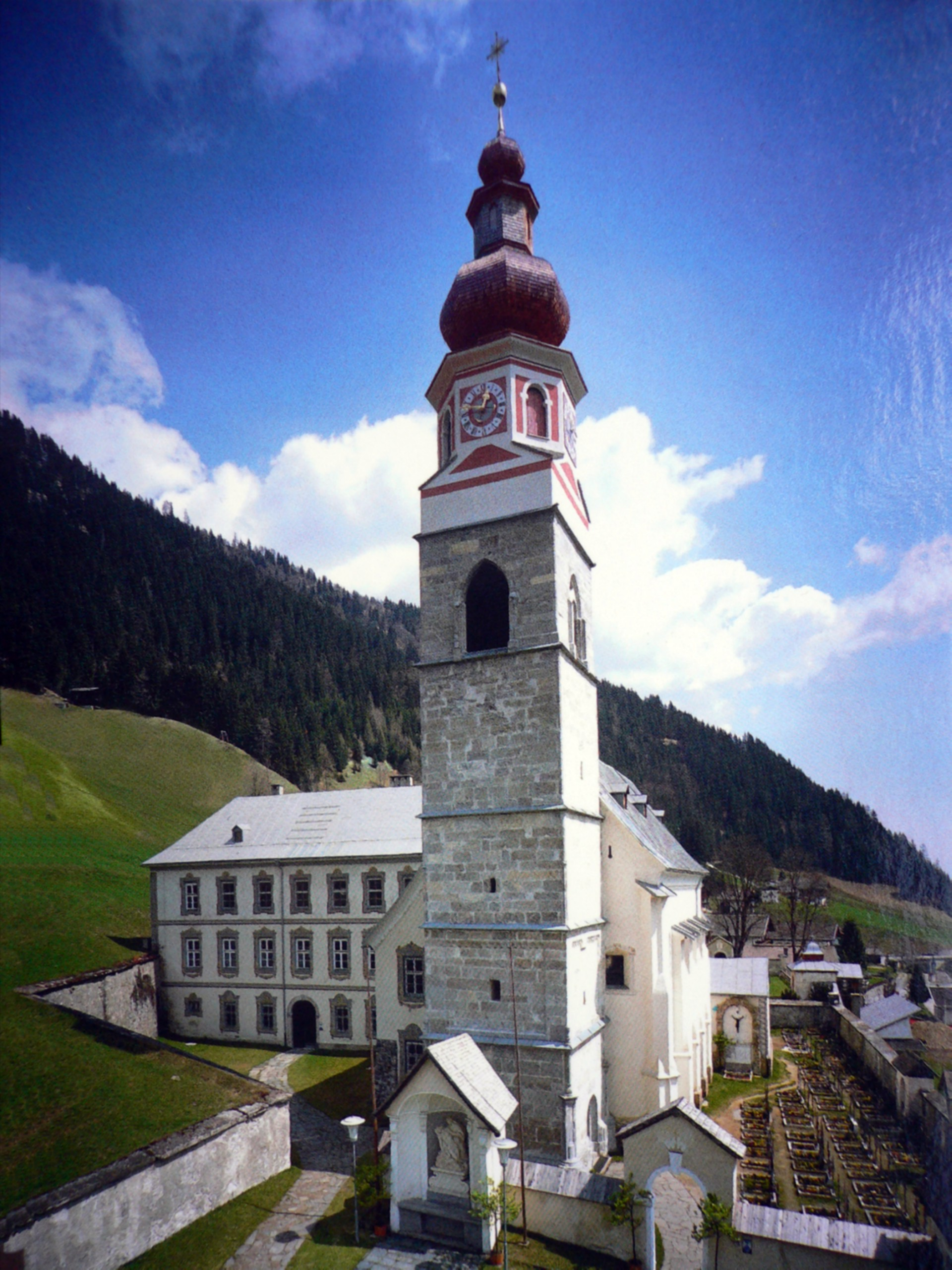
Il santuario di Maria Luggau

- Il santuario di Maria Luggau, dedicato a Maria Addolorata, risale al XVI secolo.

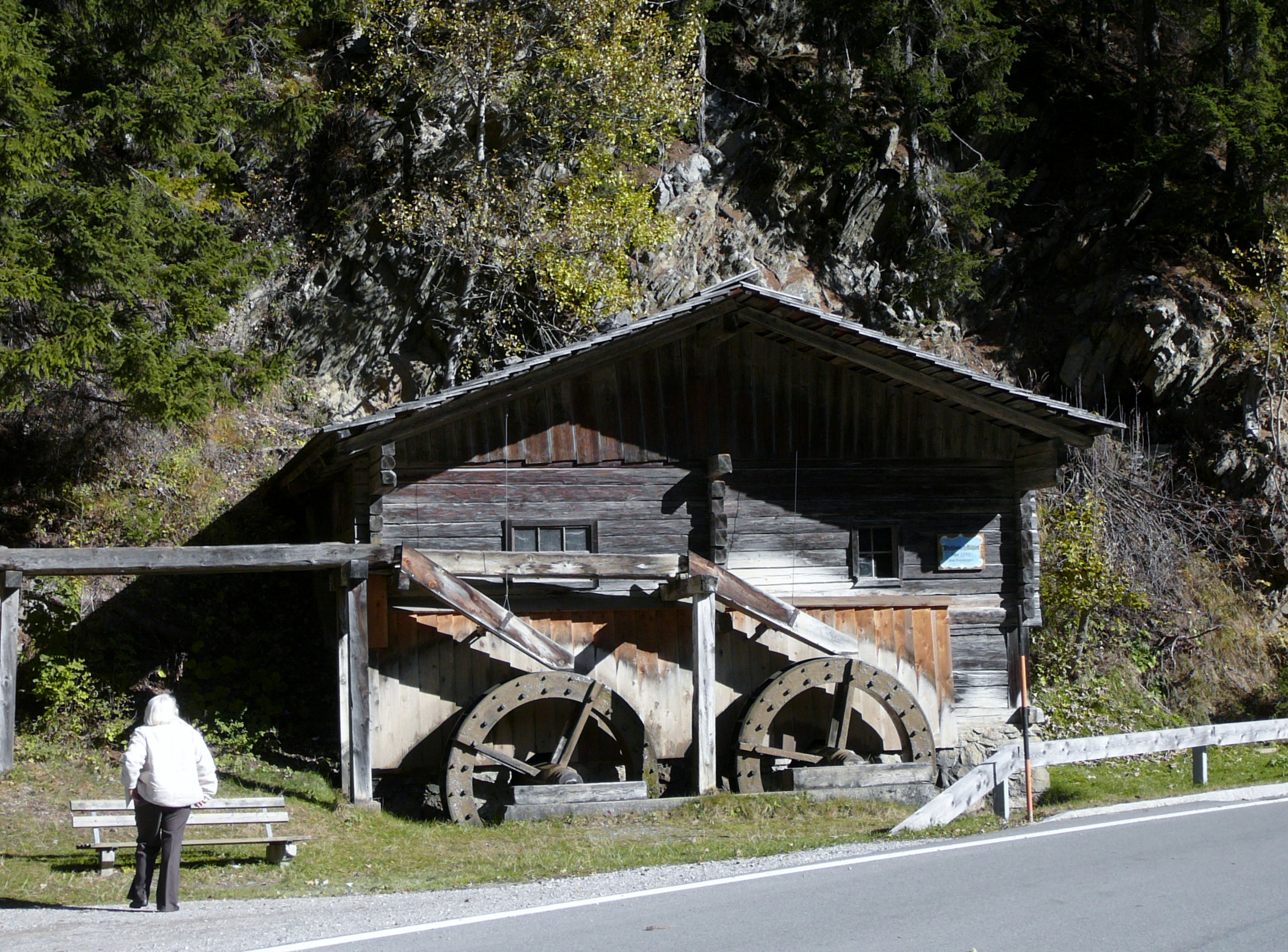
Uno dei tipici mulini ad acqua

- I mulini ad acqua in tutta la valle in passato erano oltre cento; i contadini li utilizzavano per macinare il grano, ma sfruttavano anche la forza prodotta dall'acqua per far funzionare segherie, per trascinare aratri o come forza motrice per diversi meccanismi. La crescente industrializzazione ha preso lentamente il posto dei vecchi mulini. Alcuni sono scomparsi, altri sono stati restaurati, altri ancora sono giunti ai giorni nostri mantenendo il loro assetto originale. Tutti i mulini sono perfettamente funzionanti e appartengono a privati. Ognuno reca il nome del proprietario (Hanseler, Leader, Groaßn, i giudici Freiberger e Mattlamühle).
- La Strada dei mulini (Mühlenweg): si tratta di un percorso aperto ai visitatori, creato nel 1973, che attraverso un sentiero che sale alla sinistra del santuario, conduce a visitare i cinque antichi mulini ad acqua disposti lungo il rio che attraversa il paese. È un itinerario circolare di circa un chilometro, con un dislivello di 100 m.

## Economia
Gli unici campi di grano della valle della Gail si trovano a Maria Luggau. Alcuni contadini hanno scelto il metodo biologico per la coltivazione dei loro campi e il grano raccolto viene lavorato ancora in questi mulini, ricavandone farina fresca per pane e per i dolci tradizionali.